# Botallackita
La botallackita és un mineral de la classe dels halurs, que pertany al grup de l'atacamita. Rep el seu nom per la seva localitat tipus, la mina Botallack, a la Cornualla, Anglaterra.

## Característiques
La botallackita és un halur de fórmula química Cu₂(OH)₃Cl. Cristal·litza en el sistema monoclínic. Es pot confondre amb la kapellasita, que té un patró de difracció de pols de raigs X similar. Algunes botallackites contenen una mica de zinc, però la relació Zn:Cu mai s'apropa a la de la kapellasita (1:3).
Segons la classificació de Nickel-Strunz, la botallackita pertany a «03.DA: Oxihalurs, hidroxihalurs i halurs amb doble enllaç, amb Cu, etc., sense Pb» juntament amb els següents minerals: atacamita, melanotal·lita, clinoatacamita, hibbingita, kempita, paratacamita, belloïta, herbertsmithita, kapellasita, gillardita, haydeeïta, anatacamita, claringbul·lita, barlowita, simonkol·leïta, buttgenbachita, connel·lita, abhurita, ponomarevita, anthonyita, calumetita, khaidarkanita, bobkingita, avdoninita i droninoïta.

## Formació i jaciments
És un mineral secundari de coure. Va ser descoberta a la mina Botallack, a la localitat homònima del districte de St. Just, a Cornualla, Anglaterra. Ha estat descrita en altres indrets del Regne Unit, a l'Illa de Man, Irlanda, Grècia, Alemanya, França, Àustria, als Estats Units, Canadà, Xile, Sud-àfrica, el Kazakhstan, el Japó, Austràlia i l'oceà Atlàntic.